# Chippewa County (Minnesota)
 For alternative betydninger, se Chippewa County. (Se også artikler, som begynder med Chippewa County)
Chippewa County er et county i den amerikanske delstat Minnesota. Amtet ligger i den sydvestlige del af delstaten og grænser mod Swift County i nord, Kandiyohi County i nordøst, Renville County i sydøst, Yellow Medicine County i sydvest og mod Lac qui Parle County i vest.
Chippewa Countys totale areal er 1.522 km² hvoraf 13 km² er vand. I 2000 havde amtet 13.088 indbyggere. Amtets administration og ligger i byen Montevideo som også er amtets største by. 
Amtet har fået sit navn efter floden Chippewa River som løber igennem amtet.